# Gerold Reichenbach

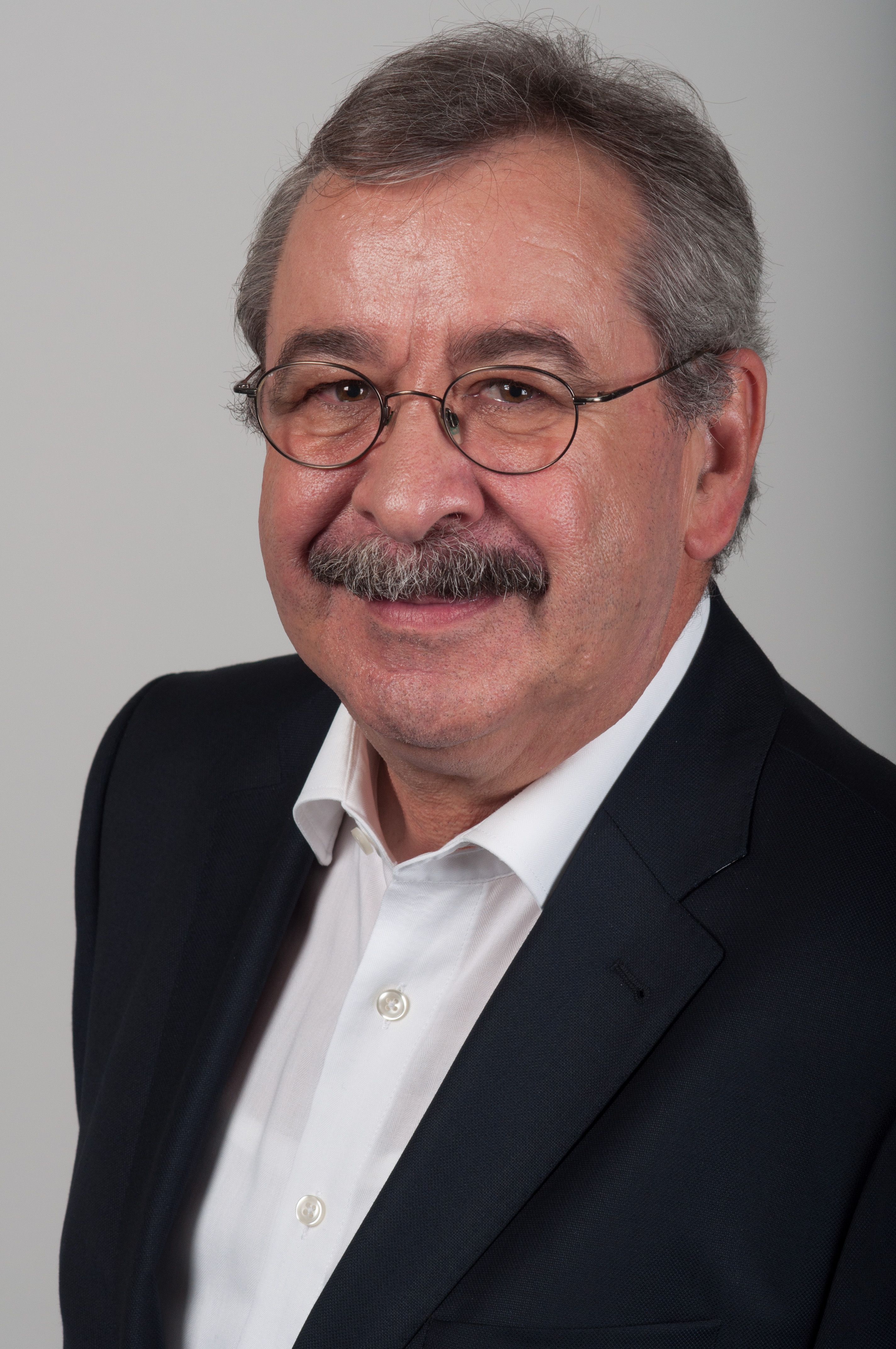
Gerold Reichenbach (2014)

Gerold Reichenbach (* 28. September 1953 in Geinsheim am Rhein) ist ein deutscher Politiker (SPD). Er war von 2002 bis 2017 Mitglied des Deutschen Bundestages.

## Leben und Beruf
Nach dem Abitur 1972 absolvierte Reichenbach ein Lehramtsstudium der Fächer Deutsch und Sozialkunde an der Johann Wolfgang Goethe-Universität Frankfurt am Main, welches er 1978 mit dem ersten Staatsexamen für das Lehramt an Gymnasien beendete. Während des Studiums war er wissenschaftliche Hilfskraft bei Professor Ernst Erich Noth. Nach Ableistung des Referendariats bestand er 1980 auch das zweite Staatsexamen und war anschließend bis 1995 als Gymnasiallehrer zunächst in Darmstadt und später in Groß-Gerau tätig.

## Partei
Reichenbach trat 1976 in die SPD ein und engagierte sich zunächst bei den Jusos, deren Unterbezirksvorsitzender in Groß-Gerau er von 1980 bis 1981 war.
Von 1984 bis 1990 gehörte Reichenbach dem Vorstand des SPD-Unterbezirks Groß-Gerau an. 2008–2009 war er dort Vorsitzender, 2009–2014 stellvertretender Vorsitzender. Seit 2000 ist er Mitglied im SPD-Bezirksvorstand Hessen-Süd.

## Abgeordneter
Reichenbach gehörte von 1981 bis 1999 der Gemeindevertretung von Trebur an. Von 1988 bis 2010 war er Mitglied im Kreistag des Landkreises Groß-Gerau, wo er von 1994 bis 2004 stellvertretender Vorsitzender der SPD-Fraktion war. Von 1995 bis 2002 gehörte Reichenbach außerdem dem Hessischen Landtag an, in den er jeweils als direkt gewählter Abgeordneter des Wahlkreises Groß-Gerau I eingezogen war. Er war in dieser Zeit wohnungspolitischer Sprecher der SPD-Landtagsfraktion.
Ab 2002 war er Mitglied des Deutschen Bundestages. Hier war er ab 2005 stellvertretender Sprecher der Landesgruppe Hessen in der SPD-Bundestagsfraktion. Er gehörte der Abgeordnetengruppe Parlamentarische Linke an.
Gerold Reichenbach zog 2002 und 2005 als direkt gewählter Abgeordneter des Wahlkreises Groß-Gerau in den Bundestag ein. 2009 und 2013 zog er über die Landesliste erneut in den Bundestag ein. Er war in der 18. Wahlperiode Mitglied des Bundestags-Innenausschusses und Mitglied im Ausschuss Digitale Agenda.

## Ehrenamtliches Engagement
Reichenbach war von 1998 bis 2018 Landesvorsitzender der Förderer und Helfer des Technischen Hilfswerks e. V. in Hessen und Mitglied im Präsidium der THW-Bundesvereinigung e. V. Hilfseinsätze, unter anderem mit dem THW und der UNO, führten beispielsweise nach Costa Rica (1991), die Türkei (1999), Mostar (1994) und Mosambik (2000). Hilfe leistete er auch beim Oder-Hochwasser (1997) und dem Elbe-Hochwasser (2002). Von Januar 2011 bis Dezember 2015 war er Vorstandsvorsitzender des Deutschen Komitees Katastrophenvorsorge e. V. Reichenbach war bis 2021 Mitglied der SEEBA und ist Mitglied des Katastrophenschutzstabes des Landkreises Groß-Gerau.

## Auszeichnungen
- 2004 THW Ehrenzeichen in Gold
- 2009 Silberne Katastrophenschutz-Verdienstmedaille des Landes Hessen
- 2010 Ehrenzeichen des Deutschen Roten Kreuzes
- 2016 Verdienstkreuz am Bande des Verdienstordens der Bundesrepublik Deutschland
- 2017 Deutsches Feuerwehr-Ehrenkreuz in Silber
- 2018 Goldene Katastrophenschutzmedaille des Landes Hessen

## Karikaturist
Reichenbach hat bisher mehr als 1000 Karikaturen gezeichnet. Einige der Werke wurden 2013 in einer Ausstellung auf Schloss Dornberg in Groß-Gerau mit dem Titel bezeichnend – gezeichnet gezeigt.